# 태평진군
태평진군(太平眞君)은 중국 북위(北魏) 태무제(太武帝)의 다섯 번째 연호이다. 440년 6월에서 451년 6월까지 11년 동안 사용하였다. 태평진군이라는 연호 명칭은 도교의 사상가 구겸지(寇謙之)가 쓴 《신서(神書)》의 "태평진군이 북방을 보좌한다"는 구절에서 취하였다.
같은 시기에 사용된 다른 연호로는 송(宋)에서 사용한 원가(元嘉 : 424년 ~ 453년), 고창북량(高昌北凉)에서 사용한 승평(承平 : 443년 ~ 460년)이 있다.

## 개원
태연(太延) 6년 6월 21일(440년 8월 4일)에 태평진군(太平眞君)으로 개원함.

## 연대대조표
| 태평진군            | 원년            | 2년        | 3년        | 4년             | 5년        | 6년        | 7년        | 8년        | 9년        | 10년       |
| 서력                | 440년           | 441년      | 442년      | 443년           | 444년      | 445년      | 446년      | 447년      | 448년      | 449년      |
| 육십간지 (六十干支) | 경진(庚辰)      | 신사(辛巳) | 임오(壬午) | 계미(癸未)      | 갑신(甲申) | 을유(乙酉) | 병술(丙戌) | 정해(丁亥) | 무자(戊子) | 기축(己丑) |
| 송 (宋)             | 원가(元嘉) 17년 | 18년       | 19년       | 20년            | 21년       | 22년       | 23년       | 24년       | 25년       | 26년       |
| 고창북량 (高昌北凉) | -               | -          | -          | 승평(承平) 원년 | 2년        | 3년        | 4년        | 5년        | 6년        | 7년        |
| 태평진군            | 11년            | 12년       |            |                 |            |            |            |            |            |            |
| 서력                | 450년           | 451년      |            |                 |            |            |            |            |            |            |
| 육십간지 (六十干支) | 경인(庚寅)      | 신묘(辛卯) |            |                 |            |            |            |            |            |            |
| 송 (宋)             | 27년            | 28년       |            |                 |            |            |            |            |            |            |
| 고창북량 (高昌北凉) | 8년             | 9년        |            |                 |            |            |            |            |            |            |

## 같이 보기
- 중국의 연호

| 이전 연호 태연(太延) | 중국의 연호 북위(北魏) | 다음 연호 정평(正平) |